# D-7
«D-7» es una canción de la banda estadounidense de punk Wipers. La canción fue incluida en el álbum debut de la banda, Is This Real?. La canción fue posteriormente versionada por la banda de grunge Nirvana en sesiones con el DJ británico John Peel en 1990 e incluida en el EP Hormoaning y también en la versión británica del single "Lithium". Esta versión fue lanzada por tercera vez en el box set With the Lights Out. Adicionalmente, se presentó una versión en vivo del Reading Festival de 1992.